# Åkerbokonstnärerna
Åkerbokonstnärerna är en konstnärsgrupp vars medlemmar är yrkesverksamma på norra Öland, det vill säga i det gamla Åkerbo härad.
Gruppen bildades 1968 på initiativ av Walter Frylestam tillsammans med Sture Lundgren, Stephan Lundh, Barbro Hinteregger född Hallbeck, och Bärbel Hinteregger. Gruppen har genom åren arrangerat utställningar på många platser i Sverige. 1993 startade gruppen sina "Öppen Ateljé-utställningar" och har sedan dess producerat minst en utställning per år, där allmänheten inbjuds till konstnärernas ateljéer. 1997 gjorde producenten Lena Birgersson och fotografen Rune Jonsson dokumentären Speglingar i vatten om Åkerbokonstnärerna för Sveriges Television.
Boken om gruppen Öppna ateljéer. Åkerbokonstnärerna på norra Öland kom ut 2013, förlag Ulf Wickbom Media AB, Foto Eva Finder.
Följande konstnärer är aktiva i gruppen: Silvija Boijsen-Sinka, Jürgen Ewel, Martin Enander, Eva Forsberg, Elisabet Hall, Eva Lissinger, Caroline Möller, Lennart Sjögren, Maria Drott, David Christensson, Lars Arvidsson, Annika Huett och Bibi Spets. Bland andra konstnärer som tidigare varit medlemmar i gruppen märks Jessica Jonsson, Stig Kastberg, Anna Larsson, Mattias Nilsson och Ann-Marie Utvik .
Åkerbokonstnärerna har arrangerat cirka 100 stora grupputställningar genom åren. Utställningar har anordnats utomlands i Tyskland, Lettland, Finland, Holland, Island. Dessutom har gruppen arbetat i sex år med projektet "Kulturbrott vid Horns udde" på norra Öland.
Åkerbokonstnärerna har tagit emot stipendier av Borgholms kommun och Region Kalmar.